# 神奈川県外国人学校一覧
神奈川県外国人学校一覧（かながわけんがいこくじんがっこういちらん）は神奈川県におけるインターナショナル・スクール（外国人学校）の一覧。

## 朝鮮学校

### 横浜市
- 横浜朝鮮初級学校
- 神奈川朝鮮中高級学校

## 中華学校

### 横浜市
- 横浜山手中華学校
- 横浜中華学院

## ドイツ学校
- 東京・横浜独逸学園

## 欧米系
- サンモールインターナショナルスクール
- 横浜インターナショナルスクール